# Frank Fontaine
Pour les articles homonymes, voir Fontaine.
Frank Fontaine, né le 28 novembre 1936, est un acteur, journaliste et dramaturge canadien.

## Biographie

### Jeunesse
Frank Fontaine est né à Montréal le 28 novembre 1936. Son père est Paul Fontaine, gérant d'une imprimerie et d'une agence de publicité et joueur de tennis réputé, et sa mère est Marguerite Pauzé. Il grandit à Outremont dans un milieu parfaitement bilingue, puis à West Shefford (aujourd'hui dans Bromont) dans les Cantons-de-l'Est. Il réside plus tard près de New York où il fréquente l'école secondaire et où il découvre le théâtre de Broadway à l'âge de 18 ans. Il étudie par la suite en science politique à l'université de Georgetown à Washington, puis part pour Londres où il étudie à la Royal Academy of Dramatic Art. Il est de retour au Canada en 1958 afin d'avoir l'opportunité de trouver des rôles au théâtre.

### Journalisme
Il ne poursuit cependant pas une carrière au théâtre mais, devant faire vivre sa famille, se tourne vers le journalisme. En 1960 il est engagé comme journaliste sportif à la station de télévision CKMI-TV, la station anglophone de la ville de Québec,. Il est président de la Galerie sportive de Québec, un regroupement des journalistes sportifs de la région, de 1965 à 1967, et à ce titre réussit à négocier la venue de l'équipe nationale de hockey de l'URSS, alors en tournée au Canada, à Québec pour rencontrer l'équipe nationale canadienne,. Il est de nouveau élu président en 1973. Entretemps il commence à œuvrer aussi pour la station-soeur francophone de CKMI, CFCM-TV ou Télé-4 en tant que directeur des sports. À partir de 1977 il collabore avec l'animateur-vedette André Arthur lors du bulletin d'information de début de soirée puis devient directeur de l'information des deux stations. Il prend sa retraite de la télévision vers 1987.

### Retour au théâtre
En 1979 Frank Fontaine a l'occasion de faire une retour sur les planches alors qu'il fait partie de la distribution de « La Cuisine », une pièce d'Arnold Wesker montée par le Théâtre du Trident. 
En 1988, il est élu vice-président de l'Union des artistes, le syndicat des artistes francophones du Canada, et responsable de son bureau de Québec, pour un mandat de trois ans.
Alors qu'il était principalement actif sur les scènes de la région de Québec, il joue également à Montréal à partir de 1991, puis en Estrie à partir de 2002. En date de 2010, il demeure à Bromont en Estrie.

### Cinéma et télévision
À partir de 1984, Frank Fontaine travaille également au cinéma, d'abord dans des productions québécoises, puis anglo-canadiennes et américaines. Il joue également dans des séries télévisées et des films tournés pour la télévision. Il tient un rôle récurrent dans le téléroman Cormoran entre 1989 et 1993.

## Théâtre

### Comme comédien
- 1958 : Major Barbara de George Bernard Shaw, mise en scène de Donald McGill, Montreal Repertory Theater (Adolphus Cusins)[7]
- 1979 : La Cuisine d'Arnold Wesker, mise en scène de Guillermo de Andrea, Théâtre du Trident (M. Phillips)[17]
- 1979 : Les Tourtereaux de Jean-Claude Germain, mise en scène de Matieu Gaumond, Théâtre Petit Champlain (Gaspard)[19]
- 1980 : Le Malade imaginaire de Molière, mise en scène de Guillermo de Andrea, Théâtre du Trident (Monsieur Diafoirus)[20]
- 1980 : Volpone de Ben Jonson, adaptation de Stefan Zweig et traduction de Jules Romains, mise en scène de François Tassé, Théâtre du Bois de Coulonge (le juge)[21]
- 1981 : Des frites, des frites, des frites (en) d'Arnold Wesker, traduction Michel Beaulieu, mise en scène de Richard O'Hara, Théâtre du Trident (Major)[20]
- 1981 : Equus de Peter Shaffer, mise en scène de Richard O'Hara, Théâtre du Bois de Coulonge (Frank Strang)[22]
- 1982 : La Maison de poupée d'Henrik Ibsen, mise en scène de Richard O'Hara, Théâtre du Vieux-Québec (Dr. Rank)[23]
- 1983 : Macbeth de William Shakespeare, traduction Michel Garneau, mise en scène de Guillermo de Andrea, Théâtre du Trident (Duncan)[24]
- 1983 : Les Sorcières de Salem d'Arthur Miller, traduction André Ricard, mise en scène d'Olivier Reichenbach, Théâtre du Trident (Le juge Hathorne)[20]
- 1983 : La Mégère apprivoisée de William Shakespeare, mise en scène de Jean-Marie Lemieux, Théâtre du Bois de Coulonge (Baptista)[24]
- 1984 : Amadeus de Peter Shaffer, traduction et mise en scène d'Olivier Reichenbach, Théâtre du Trident (Johan Kilian Von Strack)[20]
- 1985 : Dix petits nègres d'Agatha Christie, traduction de Pierre Brive et Meg Villars, mise en scène d'Alexandre Hausvater, Théâtre du Bois de Coulonge[25]
- 1988 : Et ta soeur ? de Jean-Jacques Bricaire et Maurice Lasaygues, mise en scène de Jacques-Henri Gagnon, Théâtre la Fenière[26]
- 1991 : L'homme qui n'avait plus d'amis de Robert Gravel qui est également metteur en scène, Nouveau Théâtre expérimental (Le père Campeau)[20]
- 1992 : Il n'y a plus rien de Robert Gravel qui est également metteur en scène, Nouveau Théâtre expérimental (Sammy Benjamin)[20]
- 1995 : 50 + 1 mise en scène de Robert Gravel et Jean-Pierre Ronfard, Nouveau Théâtre expérimental[20]
- 1996 : Grand Théâtre émotif du Québec, collectif (interprétation)[20]
- 1997 : Thérèse, Tom et Simon de Robert Gravel, mise en scène de Robert Gravel et Diane Dubeau, Nouveau Théâtre expérimental (Fernand)[20]
- 2000 : Farce de Michael Mackenzie (en), traduction de Jean Asselin et Marie Lefebvre, mise en scène de Jean Asselin, coproduction Omnibus et Infinithéâtre[20]
- 2001 : Bhopal de Rahul Varma, mise en scène de Jack Langedijk, Teesri Duniya Theatre (Warren Anderson)[27]
- 2002 : Twelfth Night de William Shakespeare, mise en scène de Moira Wylie, The Piggery (Malvolio)[28]
- 2002 : The Fantasticks (en) de Harvey Schmidt (en) et Tom Jones (en), mise en scène de Douglas Campbell (en), The Piggery (Henry)[28]
- 2004 : Burnt Piano de Justin Fleming, mise en scène de Simon Phillips (en), Centaur Theatre (Samuel Beckett)[29]
- 2007 : Buoyant Billions (en) de George Bernard Shaw, mise en scène de Nicolas K. Pynes, Knowlton Arts (Bill Buoyant)[30]
- 2009 : Le Code noir de George Boyd (en), mise en scène de Richard Donat, Black Theatre Workshop (le gouverneur)[31]
- 2014 : « Art » de Yasmina Reza, mise en scène de Kate Wisdom, Sunshine Theatre Productions (Serge)[32]

### Comme traducteur et adaptateur
- 1990 : La Septième Année (en) de George Axelrod, mise en scène de Jacques Lessard, Théâtre de la Bordée[20]

### Comme auteur
- 1980 : L'Enquête, co-écrite avec Guy Dubé, mise en scène de Jean-Marie Lemieux, Théâtre du Bois de Coulonge (aussi acteur)[33]

## Cinéma
- 1984 : Sonatine, de Micheline Lanctôt
- 1988 : Malarek, de Roger Cardinal
- 1990 : Le Party, de Pierre Falardeau
- 1990 : Bethune, de Phillip Borsos (Dr. Williamson)
- 1991 : The Five Heartbeats (en), de Robert Townsend (joueur de poker)
- 1992 : Requiem pour un beau sans-cœur, de Robert Morin (officier à l'incendie)
- 1993 : Double or Nothing: The Rise and Fall of Robert Campeau, de Paul Cowan (détective)
- 1993 : Matusalem, de Roger Cantin (policier non-fumeur)
- 1995 : Silent Hunter, de Fred Williamson (Eli)
- 1995 : Zigrail, d'André Turpin (père d'André)
- 1997 : Séduction mortelle, d'Alain Zaloum (Dewhurst)
- 1997 : Les Mille Merveilles de l'univers, de Jean-Michel Roux (l'astrophysicien)
- 1997 : Gardien de la paix, de Frédéric Forestier (général Greenfield)
- 1997 : Matusalem II : Le Dernier des Beauchesne, de Roger Cantin (policier)
- 1998 : Provocateur, de Jim Donovan (général Reed)
- 1998 : Vivre à Plumfield (en) (Little Men), de Rodney Gibbons (l'homme du marché)
- 1998 : Rencontre fortuite (Random Encounter), de Douglas Jackson (Frank Brayman)
- 1998 : Engrenage fatal (Out of Control), de Richard Trevor (Harvey)
- 1998 : Fric d'enfer (Free Money), d'Yves Simoneau (shérif Earl Knudsen)
- 1998 : Loft à New York (Sublet), de John Hamilton (président du comité du Sénat)
- 1999 : Quand je serai parti... vous vivrez encore, de Michel Brault (directeur de la prison)
- 1999 : Babel, de Gérard Pullicino (employé des égouts)
- 1999 : Le Désosseur (The Bone Collector), de Phillip Noyce (grand-père)
- 2000 : Où est le fric ? (Where the Money Is), de Marek Kanievska (policier)
- 2000 : Six-Pack, d'Alain Berbérian (Daddy Harry)
- 2000 : Le Manipulateur (Artificial Lies), de Rodney Gibbons (Charles Wettering)
- 2000 : Café Olé, de Richard Roy (Mr. Kaye)
- 2001 : XChange, d'Allan Moyle (détective Moore)
- 2001 : Tueurs invisibles (Nowhere in Sight), de Douglas Jackson (Frank Bauers)
- 2001 : Life in the Balance, d'Adam Weissman (juge municipal)
- 2002 : Extrême inconduite (Riders), de Gérard Pirès (capitaine de police)
- 2002 : La Somme de toutes les peurs (The Sum of All Fears), de Phil Alden Robinson (général Rand)
- 2002 : Two Summers, de Bruce Lapointe (Herbert Poppy)
- 2002 : Confessions d'un homme dangereux (Confessions of a Dangerous Mind), de George Clooney (directeur de ABC)
- 2003 : Chasing Holden, de Malcolm Clarke (piéton #1)
- 2004 : Le Jour d'après (The Day After Tomorrow), de Roland Emmerich (Caddy Cooper)
- 2004 : L'Appartement (Wicker Park), de Paul McGuigan (prêtre)
- 2004 : La Tête dans les nuages (Head in the Clouds), de John Duigan (Unwin)
- 2005 : Un parcours de légende (The Greatest Game Ever Played), de Bill Paxton (le chauffeur de Wallis)
- 2006 : Le Pacte (The Covenant), de Renny Harlin (Gorman Twoberry)
- 2007 : Si j'étais toi, de Vincent Perez (Ned, père d'Hannah)
- 2008 : Voyage au centre de la Terre (Journey to the Center of the Earth), d'Eric Brevig (vieil homme)
- 2008 : Un capitalisme sentimental, d'Olivier Asselin (Charles)
- 2010 : Krach, de Fabrice Genestal (Arthur Bradigan)
- 2012 : Sur la route (On the Road), de Walter Salles (père de Paul)
- 2014 : Assaut extrême (Brick Mansions), de Camille Delamarre (grand-père Collier)
- 2017 : La Vie, ma vie (Brad's Status), de Mike White (vieil homme)
- 2019 : X-Men: Phénix noir (X-Men: Dark Phoenix), de Simon Kinberg (vieil homme au Dive Bar)
- 2019 : Coda: La vie en musique (Coda), de Claude Lalonde (premier reporter)
- 2021 : Chaos Walking, de Doug Liman (Mr. Phelps)
- 2023 : Le Temps d'un été, de Louise Archambault (voix de Gordon Macnider)

## Télévision
- 1983 : Le Jongleur, court-métrage d'Ariadna Ochrymovych (le père)[35]
- 1987 : Shades of Love: The Garnet Princess (en), téléfilm (Liam)
- 1988 : Lance et compte (saison 2), série télévisée (officier canadien)
- 1989 : Le Grand Secret, mini-série (Mr. Colby)
- 1989-1993 : Cormoran, série télévisée (Romuald Gagnon)
- 1990 : La mort en dédicace (The Thriller), téléfilm (Cafe manager)
- 1990 : Haute Tension, série télévisée (policier 1)
- 1990 : Desjardins, téléfilm (Jolicoeur)
- 1991 : Minutes du patrimoine : Wilder Penfield (Penfield)
- 1992 : Minutes du patrimoine : L'institutrice rurale de l'Île P.-É. (Commissaire d'école)
- 1994 : Fais-moi peur ! : L’Histoire du serviteur silencieux (Mr. Earlstead)
- 1995 : Sirènes, série télévisée :  épisode Porté disparu (chauffeur) et épisode The Obsession (vieillard)
- 1999 : The Patty Duke Show: Still Rockin' in Brooklyn Heights (en), téléfilm (le maire Galliano)
- 2002 : Redeemer, téléfilm (détective Witkowski)
- 2003 : The Reagans (en), mini-série (William Casey)
- 2010 : Mirador, épisode Le Langage du corps, série télévisée (Bill)
- 2011-2016 : Les Détestables, série télévisée (un détestable)
- 2013 : House of Versace (en), téléfilm (Don Mayo)
- 2014 : Northpole (en), téléfilm (vieil homme)

### Comme auteur
- 1983 : Le Grand Bergen, réalisation Jean Boisvert, production de Radio-Canada présentée aux Beaux Dimanches (téléthéâtre)[36]

## Radio
- 1987 : La Grande Aventure symphonique, production du FM de Radio-Canada présentée au Théâtre du lundi (radiothéâtre)[37]